# بریجپوینت
بریجپوینت (انگلیسی: Bridgepoint) شرکت سرمایه‌گذاری بریتانیایی است، که در سال ۱۹۸۴ تأسیس شد.